# 9th Royal Deccan Horse

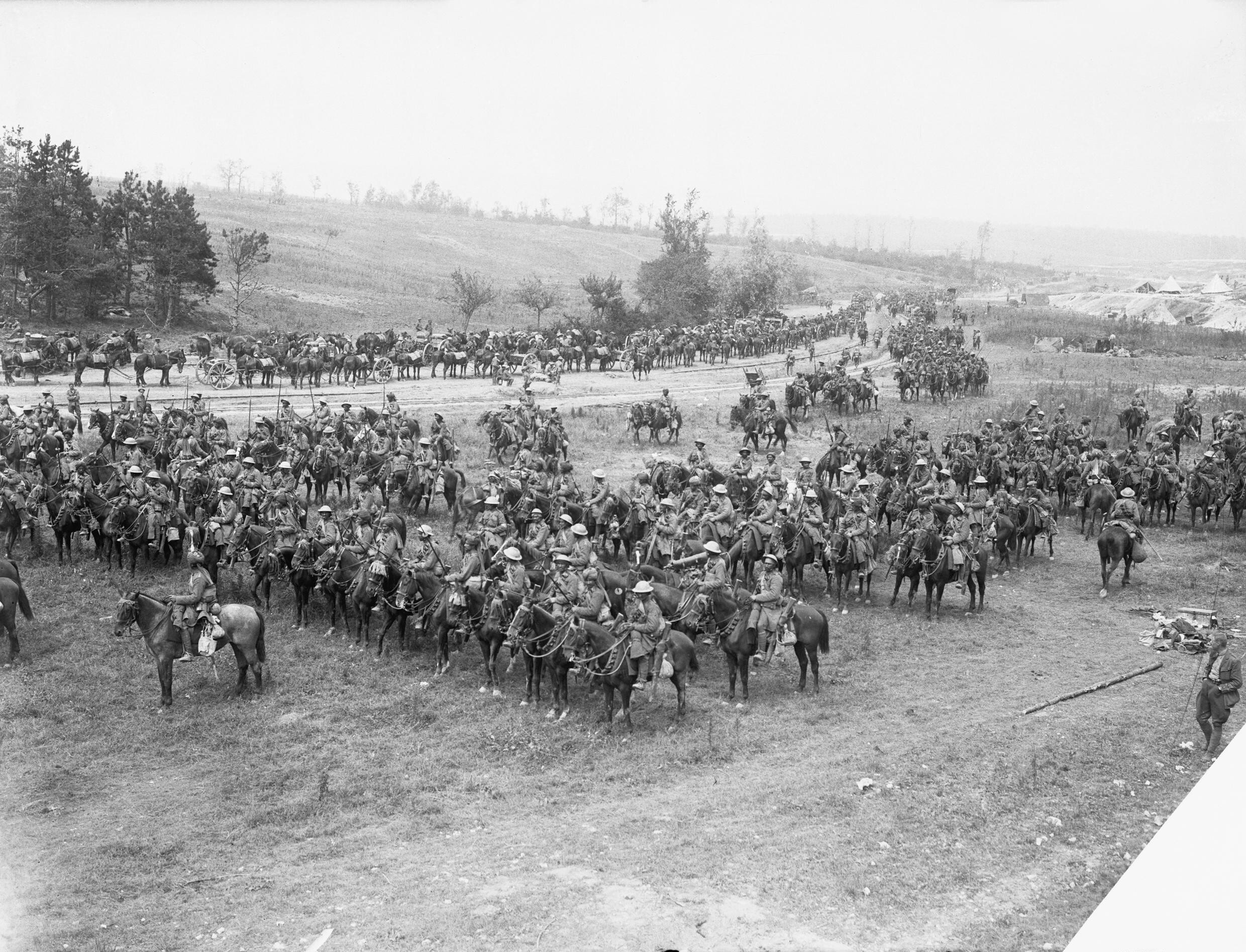
En 1916 lors de la Bataille de la crête de Bazentin.

Le 9th Royal Deccan Horse était un régiment de l'Armée des Indes britanniques dont l'origine remonte à 1790, il reformé par la fusion de deux régiments après la Première Guerre mondiale. Il a été en service depuis la révolte des cipayes jusqu'à la Seconde Guerre mondiale.
Après l’indépendance de l'Inde, il devient en tant que 9th Horse (Deccan Horse) un régiment blindé de l'Armée de terre indienne.